# Matamata (Neuseeland)

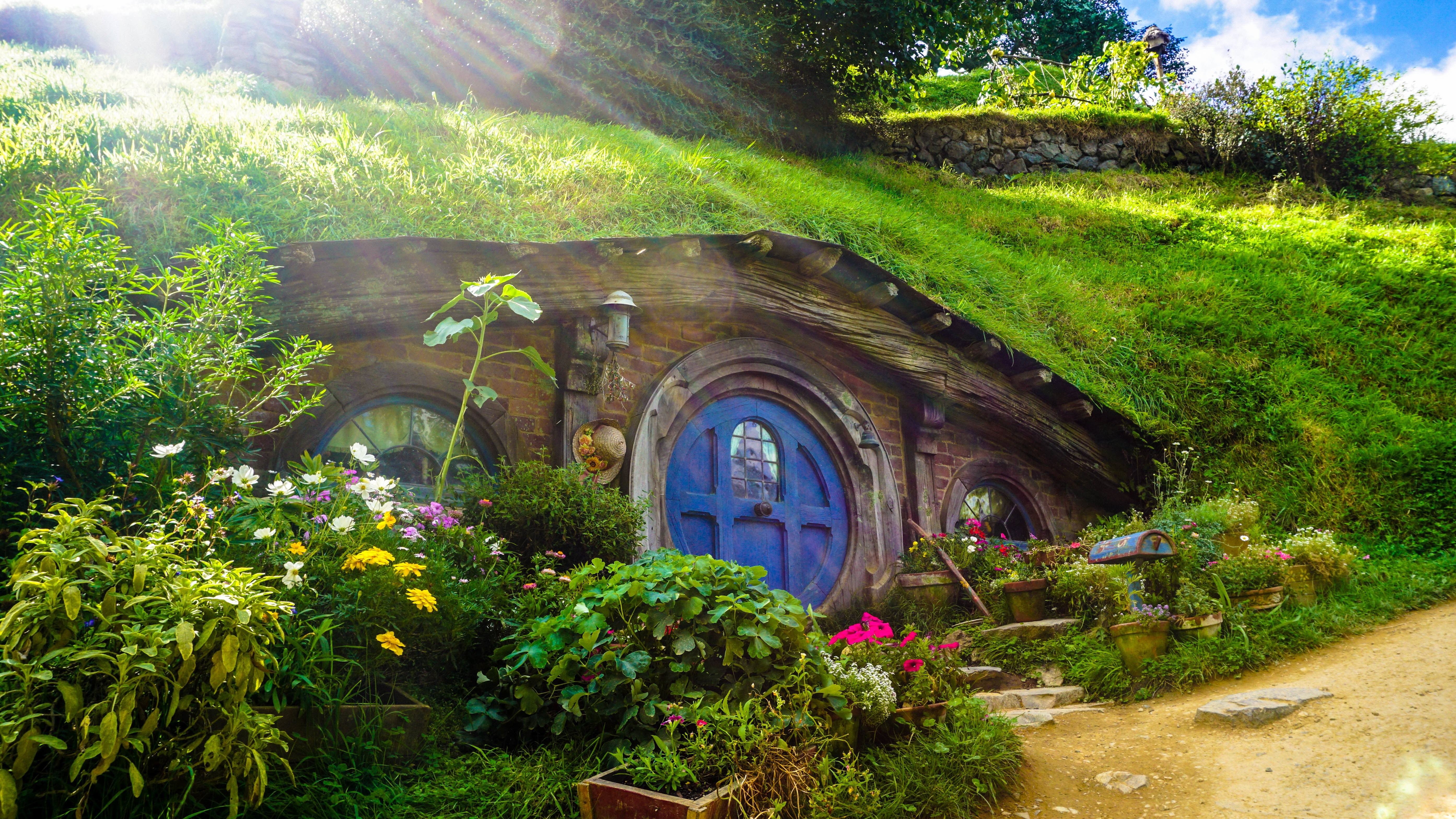
Eine Hobbit-Behausung im Auenland

Matamata ist eine kleine ländliche Stadt im Matamata-Piako District der Region Waikato auf der Nordinsel von Neuseeland.

## Namensherkunft
Matamata ist der Begriff für „Landspitze“ in der Sprache der Māori. Matamata war der Name des Dorfes (Pā) des Māori-Häuptlings Te Waharoa, das auf einer aus dem Sumpfgebiet herausragenden Landspitze errichtet wurde.

## Geographie
Die Stadt befindet sich rund 28 km nordöstlich von Cambridge und rund 19 km nördlich von Tirau, in der Ebene der beiden Flüsse Waitoa River und Waihou River. Die Bergketten der Kaimai Range erheben sich rund 10 km östlich der Stadt.

## Geschichte
Die Gegend um Matamata war das Stammesgebiet von Te Waharoa, Māori-Häuptling der Ngati Haua. Te Waharoas Sohn, Wiremu Tamihana Tarapipi, gehörte 1840 zu den Gegnern der Unterzeichnung des Treaty of Waitangi und war später einer der stärksten Befürworter des Kīngitanga (Māori King Movement).
1865 erwarb der Siedler und Grundbesitzer Josiah Clifton Firth ein Stück Land von Wiremu Tamihana Tarapipi. Er ließ Sumpfgebiete trockenlegen, Straßen bauen, 80 Kilometer des Waihou River begradigen und führte zahlreiche Maschinen für die Getreideernte, zur Herstellung von Wein und zur Haltbarmachung von Milch ein. 1884 besaß seine Farm eine Größe von rund 23.000 Hektar Land. 1888 zwangen ihn seine Spekulationen und ein allgemeiner Preisverfall an landwirtschaftlichen Produkten zum Verkauf seines Anwesens. Auf dem Grund und Boden seiner ehemaligen Farm wurde dann schließlich die Siedlung Matamata gegründet und wuchs in den Folgejahren so stark an, dass ihr 1935 der Status einer Stadt verliehen wurde.

## Bevölkerung
Zum Zensus des Jahres 2013 zählte der Ort 7089 Einwohner, 12,4 % mehr als zur Volkszählung im Jahr 2006.

## Verkehr
Matamata hat eine Schienenanbindung. Ursprünglich handelte es sich um die Bahnstrecke Morrinsville–Rotorua. In Folge der neuen Führung der East Coast Main Trunk Railway durch den Kaimai-Tunnel seit 1978 wurden die Strecken der Region durch die Neuseeländische Eisenbahn neu geordnet. Seitdem gehört die Strecke durch Matamata zur Kinleith Branch Line. Personenverkehr findet hier seit 2001 nicht mehr statt.

## Wirtschaft
Die Region um Matamata ist bekannt für die Zucht von Vollblutpferden.

## Bildungswesen
Matamata hat eine staatliche Primary School, eine christliche Primary School, eine Intermediate School und ein College. Das Matamata-College hat etwa 800 Schüler, hauptsächlich Farmerkinder und Kinder aus der Umgebung. Casey Williams, eine sehr bekannte Netball-Spielerin, ist eine ehemalige Schülerin. Das College hat viele internationale Austauschschüler.

## Tourismus
Ein Farmgelände außerhalb der Stadt diente als Drehort für die Trilogie Der Herr der Ringe als „Hobbingen“ im „Auenland“. Das Gelände mit den Behausungen stellt seit der Verfilmung eine Touristenattraktion dar. Ein weiteres beliebtes Touristenziel sind die Thermalquellen Opal Hot Springs, 8 km nordöstlich von Matamata.

## Sport
Die Stadt bietet die Möglichkeit für viele Freizeitaktivitäten wie Reiten, Schwimmen, Squash, Golf und Fischen.

## Söhne und Töchter der Stadt
- Greg Davis (1939–1979), australischer Rugbyspieler und Teamkapitän der Australischen Rugby-Union-Nationalmannschaft
- Kylie Lindsay (* 1983), Squashspielerin
- Tori Peeters (* 1994), Speerwerferin